# BMW R 1100 GS
La R 1100 GS est un modèle de motocyclette du constructeur bavarois BMW.
Elle utilise un moteur à injection de 1 085 cm3 développant 80 ch.
La R 1100 GS est apparue en 1994. Le Paralever est conservé, la fourche classique est remplacée par un système appelé Telelever, avec amortisseur unique.

Elle reprend le nouveau cadre inauguré sur la RS, composé de deux structures avant et arrière, fixées sur le moteur. 
En 1998, pour fêter les 75 ans de la marque, une version 75th Anniversary voit le jour. Elle est équipée, entre autres, de l'ABS et d'une peinture biton rouge et blanche spécifique. La puissance est légèrement en retrait (78 chevaux à 6 500 tr/min).

## Cinéma
Une R 1100 GS a été vue à la poursuite de Jet Li dans Roméo doit mourir (2000).